# Mozambique op de Olympische Zomerspelen 2000
Mozambique nam deel aan de Olympische Zomerspelen 2000 in Sydney, Australië. Er werd één gouden medaille gewonnen door Maria Mutola in het atletiek.

## Medailleoverzicht
| Sport    | Olympiër     | Discipline | Medaille |
| -------- | ------------ | ---------- | -------- |
| Atletiek | Maria Mutola | 800m (v)   | Goud     |

## Deelnemers en resultaten

### Atletiek
| Olympiër     | Discipline | Resultaat | Prestatie                                                                        |
| ------------ | ---------- | --------- | -------------------------------------------------------------------------------- |
| Jorge Duvane | 800m (m)   | 54e       | serie 3: 8ste in 1.52,97                                                         |
|              |            |           |                                                                                  |
| Maria Mutola | 800m (v)   | Goud      | serie 1: 1ste in 1.59,88 halve finale 1: 1ste in 1.58,56 finale: 1ste in 1.56,15 |
| Tina Paulino | 800m (v)   | DNS       | serie 5: niet gestart                                                            |

### Zwemmen
| Olympiër       | Discipline         | Resultaat | Prestatie             |
| -------------- | ------------------ | --------- | --------------------- |
| Ilidio Matusse | 50m vrije slag (m) | 65e       | serie 2: 4de in 26,28 |
|                |                    |           |                       |
| Tanya Anacleto | 50m vrije slag (v) | 57e       | serie 3: 3de in 28,78 |

Albanië · Algerije · Amerikaanse Maagdeneilanden · Amerikaans-Samoa · Andorra · Angola · Antigua en Barbuda · Argentinië · Armenië · Aruba · Australië · Azerbeidzjan · Bahama's · Bahrein · Bangladesh · Barbados · België · Belize · Benin · Bermuda · Bhutan · Bolivia · Bosnië en Herzegovina · Botswana · Brazilië · Britse Maagdeneilanden · Brunei · Bulgarije · Burkina Faso · Burundi · Cambodja · Canada · Centraal-Afrikaanse Republiek · Chili · China · Chinees Taipei · Colombia · Comoren · Congo-Brazzaville · Congo-Kinshasa · Cookeilanden · Costa Rica · Cuba · Cyprus · Denemarken · Djibouti · Dominica · Dominicaanse Republiek · Duitsland · Ecuador · Egypte · El Salvador · Equatoriaal-Guinea · Eritrea · Estland · Ethiopië · Fiji · Filipijnen · Finland · Frankrijk · Gabon · Gambia · Georgië · Ghana · Grenada · Griekenland · Groot-Brittannië · Guam · Guatemala · Guinee · Guinee‑Bissau · Guyana · Haïti · Honduras · Hongarije · Hongkong · Ierland · IJsland · India · Indonesië · Irak · Iran · Israël · Italië · Ivoorkust · Jamaica · Japan · Jemen · Joegoslavië · Jordanië · Kaaimaneilanden · Kaapverdië · Kameroen · Kazachstan · Kenia · Kirgizië · Koeweit · Kroatië · Laos · Lesotho · Letland · Libanon · Liberia · Libië · Liechtenstein · Litouwen · Luxemburg · Macedonië · Madagaskar · Malawi · Malediven · Maleisië · Mali · Malta · Marokko · Mauritanië · Mauritius · Mexico · Micronesië · Moldavië · Monaco · Mongolië · Mozambique · Myanmar · Namibië · Nauru · Nederland · Nederlandse Antillen · Nepal · Nicaragua · Nieuw-Zeeland · Niger · Nigeria · Noord-Korea · Noorwegen · Oeganda · Oekraïne · Oezbekistan · Oman · Oostenrijk · Pakistan · Palau · Palestina · Panama · Papoea-Nieuw-Guinea · Paraguay · Peru · Polen · Portugal · Puerto Rico · Qatar · Roemenië · Rusland · Rwanda · Saint Kitts en Nevis · Saint Lucia · Saint Vincent en Grenadines · Salomonseilanden · Samoa · San Marino ·  Sao Tomé en Principe · Saoedi-Arabië · Senegal · Seychellen · Sierra Leone · Singapore · Slovenië · Slowakije · Soedan · Somalië · Spanje · Sri Lanka · Suriname · Swaziland · Syrië · Tadzjikistan · Tanzania · Thailand · Togo · Tonga · Trinidad en Tobago · Tsjaad · Tsjechië · Tunesië · Turkije · Turkmenistan · Uruguay · Vanuatu · Venezuela · Verenigde Arabische Emiraten · Verenigde Staten · Vietnam · Wit-Rusland · Zambia · Zimbabwe · Zuid-Afrika · Zuid-Korea · Zweden · Zwitserland · Individuele olympische atleten